# Erblast
Erblast war ein von Oswald Henke 1996 gegründetes musikalisches Solo-Projekt, bei dem er von einigen Kollegen Unterstützung bekam. Juliane Ihl und Tim Hofmann wurden später feste Bandmitglieder. Inzwischen wurde die Band aufgelöst.
Die Musik und Textgestaltung gehen in eine ähnliche Richtung wie Henkes berühmtere Band Goethes Erben, dennoch kam das Projekt von den Verkaufszahlen her nie an diese heran. Da Henke Goethes Erben als deutschsprachiges Musiktheater betrachtet, bot ihm Erblast die Möglichkeit, Neues auszuprobieren, u. a. englische Sprache.
Die letzten Veröffentlichungen des Projekts erschienen 2003 und im Dezember 2022 sowie 2023 (2022 veröffentlichte Henke mit Vom Krieg geträumt die Demo-Version eines neuen Erblast-Titels und veröffentlichte am 23. Mai 2023 nach 21 Jahren mit Zyklus 23 das fünfte Album des Projekts).

## Diskografie

### Alben
- 1996: I
- 1997: II
- 2000: VI
- 2002: Drittgeschlecht
- 2023: Zyklus 23

### Mini-Alben
- 2024: Vier von Vier

### Split-Veröffentlichungen
- 1998: Twin Peeks (Split-Album mit la Floa Maldita)
- 2003: Exodus (Split-Album mit Artwork)

### Sonstiges
- Es gibt 2 Erblast-Videos, die auf der DVD Debilitas enthalten sind. Ein Kurzfilm mit Oswald Henke in der Hauptrolle.

## Hintergrund
- Susanne Reinhardt, die wie Henke Mitglied von Goethes Erben ist, ist auf den Alben als Gastmusikerin zu hören, ebenso wie Troy, der an dem zweiten Album an dem Lied Ismael beteiligt war.
- Das Lied Was war, bleibt ... auf dem ersten Album wurde 2001 von Goethes Erben neuvertont.